# Warren Tallman
Warren Tallman (* 17. November 1921 in Seattle, Vereinigte Staaten; † 1. Juli 1994) war ein in den USA geborener Literaturprofessor, der die kanadische Lyrikszene durch seine theoretischen Schriften und Experimente Mitte des 20. Jahrhunderts beeinflusste sowie für die theoretische Basis der Untergrundzeitschrift TISH mitverantwortlich zeichnete.

## Leben
In Seattle geboren, wuchs Tallman in Turnwater, Washington auf. Er besuchte die University of California, Berkeley nach Ende des Zweiten Weltkriegs, in dem er gedient hatte, auf der Basis des Servicemen’s Readjustment Acts und verfasste seine Dissertationen über Henry James und Joseph Conrad. In Kalifornien traf er auch seine spätere Frau Ellen King, die er 1951 heiratete.
1956 nahmen beide Ehepartner Lehrstellen für Englische Literatur an der University of British Columbia an, wo sie Earle Birney und Roy Daniells halfen die Abteilung für Kreatives Schreiben zu organisieren. 1963 organisierten sie als Gastgeber eine Lyrik-Konferenz, die unter anderem von Denise Levertov, Charles Olson, Allen Ginsberg, Robert Duncan, Margaret Avison und Philip Whalen besucht wurde.
Das Zuhause der Tallmans diente einigen örtlichen Dichtern als Enklave der Dichtkunst, wo auch der exzentrische Jack Spicer einige seiner heute legendären Vorträge zur Theorie der Lyrik abhielt. Zwei Jahre später organisierte das Ehepaar Tallman eine weitere poetry conference in Berkeley, Kalifornien.
Tallman wurde in der Folge manchmal kritisiert, dass er den Dichterzirkel Vancouvers in einen kalifornischen Ableger verwandelt habe. Tallmanns Ansatz bei der Annäherung an die Dichtkunst umfasste die so genannte Black Mountain School, aber zeigte darüber hinaus den Einfluss der Beat Generation, der New American Poets und der Language Poets. Bei den kanadischen Dichtern hat er den größten direkten Einfluss auf Bill Bissett, Stan Persky und Howard White ausgeübt, sowie George Bowering, Frank Davey, Fred Wah und Jamie Reid den Weg hin zu TISH vorbereitet.

## Werke
- The Poetics of the New American Poetry New York: Grove, 1973. ISBN 0-394-17801-7 (hrsg. mit Donald Allen)
- Godawful Streets of Man Toronto: Coach House, 1978.
- In the Midst Vancouver: Talonbooks, 1992.